# کمیته ملی المپیک آلبانی
کمیته ملی المپیک آلبانی (انگلیسی: Albanian National Olympic Committee) یک سازمان ورزشی است که نماینده کشور آلبانی در کمیته بین‌المللی المپیک می‌باشد.
این سازمان که در سال ۱۹۵۸ تأسیس شده مسئول آماده‌سازی و اعزام ورزشکاران به بازی‌های المپیک، بازی‌های المپیک جوانان و بازی‌های اروپایی است.